# Euchelipluma pristina
Euchelipluma pristina är en svampdjursart som beskrevs av Topsent 1909. Euchelipluma pristina ingår i släktet Euchelipluma och familjen Guitarridae. Inga underarter finns listade i Catalogue of Life.